# Saison NBA 1979-1980
Navigation
Saison 1978-1979 Saison 1980-1981
La saison NBA 1979-1980 est la 31e saison de la NBA (la 34e en comptant les trois saisons de BAA). Les Los Angeles Lakers remportent le titre NBA en battant en Finale les Philadelphia 76ers 4 victoires à 2.

## Faits notables
- Le All-Star Game 1980 s'est déroulé au Capital Centre à Washington, DC, où les All-Star de l'Est ont battu les All-Star de l'Ouest 144-136 après prolongations. George Gervin (San Antonio Spurs) a été élu Most Valuable Player.
- La NBA adopte la ligne à trois-points.
- Le Jazz déménage de La Nouvelle-Orléans à Salt Lake City.
- Kareem Abdul-Jabbar remporte son sixième trophée de Most Valuable Player, performance encore inégalée ; il remporte son 4e titre de meilleur contreur NBA (il sera égalé par Mark Eaton et Marcus Camby).

## Classements de la saison régulière
| Champion de division | Qualifié pour les playoffs | Non qualifié pour les playoffs |

### Par division
| Division Atlantique   | V  | D  | PCT  | GB |
| --------------------- | -- | -- | ---- | -- |
| Celtics de Boston     | 61 | 21 | 74.4 | -  |
| 76ers de Philadelphie | 59 | 23 | 72.  | 2  |
| Bullets de Washington | 39 | 43 | 47.6 | 22 |
| Knicks de New York    | 39 | 43 | 47.6 | 22 |
| Nets du New Jersey    | 34 | 48 | 41.5 | 27 |

| Division Centrale      | V  | D  | PCT  | GB |
| ---------------------- | -- | -- | ---- | -- |
| Hawks d'Atlanta        | 50 | 32 | 61.0 | -  |
| Rockets de Houston     | 41 | 41 | 50.0 | 9  |
| Spurs de San Antonio   | 41 | 41 | 50.0 | 9  |
| Cavaliers de Cleveland | 37 | 45 | 45.1 | 13 |
| Pacers de l'Indiana    | 37 | 45 | 45.1 | 13 |
| Pistons de Détroit     | 16 | 66 | 19.5 | 34 |

| Division Midwest     | V  | D  | PCT  | GB |
| -------------------- | -- | -- | ---- | -- |
| Bucks de Milwaukee   | 49 | 33 | 59.8 | -  |
| Kings de Kansas City | 40 | 42 | 48.8 | 9  |
| Bulls de Chicago     | 30 | 52 | 36.6 | 9  |
| Nuggets de Denver    | 30 | 52 | 36.6 | 12 |
| Jazz de l'Utah       | 24 | 58 | 29.3 | 21 |

| Division Pacifique        | V  | D  | PCT  | GB |
| ------------------------- | -- | -- | ---- | -- |
| Lakers de Los Angeles C   | 60 | 22 | 73.2 | -  |
| SuperSonics de Seattle    | 56 | 26 | 68.3 | 4  |
| Suns de Phoenix           | 55 | 27 | 67.1 | 5  |
| Trail Blazers de Portland | 38 | 44 | 46.3 | 22 |
| Clippers de San Diego     | 35 | 47 | 42.7 | 25 |
| Warriors de Golden State  | 24 | 58 | 29.3 | 36 |

### Par conférence
| Conférence Est | Conférence Est         | Conférence Est | Conférence Est | Conférence Est |
| No             | Franchise              | Vic.           | Déf.           | PCT            |
| -------------- | ---------------------- | -------------- | -------------- | -------------- |
| 1              | Celtics de Boston      | 61             | 21             | 74.4           |
| 2              | Hawks d'Atlanta        | 50             | 32             | 61.0           |
| 3              | 76ers de Philadelphie  | 59             | 23             | 72.0           |
| 4              | Rockets de Houston     | 41             | 41             | 50.0           |
| 5              | Spurs de San Antonio   | 41             | 41             | 50.0           |
| 6              | Bullets de Washington  | 39             | 43             | 47.6           |
|                |                        |                |                |                |
| 7              | Knicks de New York     | 39             | 43             | 47.6           |
| 8              | Cavaliers de Cleveland | 37             | 45             | 45.1           |
| 8              | Pacers de l'Indiana    | 37             | 45             | 45.1           |
| 10             | Nets du New Jersey     | 34             | 48             | 41.5           |
| 11             | Pistons de Détroit     | 16             | 66             | 19.5           |

| Conférence Ouest | Conférence Ouest          | Conférence Ouest | Conférence Ouest | Conférence Ouest |
| No               | Franchise                 | Vic.             | Déf.             | PCT              |
| ---------------- | ------------------------- | ---------------- | ---------------- | ---------------- |
| 1                | Lakers de Los Angeles C   | 60               | 22               | 73.2             |
| 2                | Bucks de Milwaukee        | 49               | 33               | 59.8             |
| 3                | SuperSonics de Seattle    | 56               | 26               | 68.3             |
| 4                | Suns de Phoenix           | 55               | 27               | 67.1             |
| 5                | Kings de Kansas City      | 40               | 42               | 48.8             |
| 6                | Trail Blazers de Portland | 38               | 44               | 46.3             |
|                  |                           |                  |                  |                  |
| 7                | Clippers de San Diego     | 35               | 47               | 42.7             |
| 8                | Bulls de Chicago          | 30               | 52               | 36.6             |
| 9                | Nuggets de Denver         | 30               | 52               | 36.6             |
| 10               | Jazz de l'Utah            | 24               | 58               | 29.3             |
| 11               | Warriors de Golden State  | 24               | 58               | 29.3             |

C - Champions NBA

## Playoffs
|  | Premier tour     | Premier tour              | Premier tour           |                    |                        | Demi-finales de Conférence | Demi-finales de Conférence | Demi-finales de Conférence |  |   | Finales de Conférence | Finales de Conférence | Finales de Conférence |   |  | Finales NBA | Finales NBA | Finales NBA |
|  |                  |                           |                        |                    |                        |                            |                            |                            |  |   |                       |                       |                       |   |  |             |             |             |
|  |                  |                           |                        |                    |                        |                            |                            |                            |  |   |                       |                       |                       |   |  |             |             |             |
|  |                  | 1                         | Celtics de Boston      | 4                  |                        |                            |                            |                            |  |   |                       |                       |                       |   |  |             |             |             |
|  |                  |                           |                        | 4                  |                        |                            |                            |                            |  |   |                       |                       |                       |   |  |             |             |             |
|  |                  |                           | 4                      | Rockets de Houston | 0                      |                            |                            |                            |  |   |                       |                       |                       |   |  |             |             |             |
|  | 4                | Rockets de Houston        | 4                      | Rockets de Houston | 0                      | 2                          |                            |                            |  |   |                       |                       |                       |   |  |             |             |             |
|  | 4                | Rockets de Houston        |                        |                    |                        | 2                          |                            |                            |  |   |                       |                       |                       |   |  |             |             |             |
|  | 5                | Spurs de San Antonio      | 1                      |                    |                        |                            |                            |                            |  |   |                       |                       |                       |   |  |             |             |             |
|  | 5                | Spurs de San Antonio      | 1                      |                    |                        |                            |                            |                            |  | 1 | Celtics de Boston     | 1                     |                       |   |  |             |             |             |
|  | Conférence Est   |                           |                        |                    |                        |                            |                            |                            |  | 1 | Celtics de Boston     | 1                     |                       |   |  |             |             |             |
|  |                  | 3                         | 76ers de Philadelphie  | 4                  |                        |                            |                            |                            |  |   |                       |                       |                       |   |  |             |             |             |
|  | 3                | 3                         | 76ers de Philadelphie  | 4                  | 76ers de Philadelphie  | 2                          |                            |                            |  |   |                       |                       |                       |   |  |             |             |             |
|  | 3                |                           |                        |                    | 76ers de Philadelphie  | 2                          |                            |                            |  |   |                       |                       |                       |   |  |             |             |             |
|  | 6                | Bullets de Washington     | 0                      |                    |                        |                            |                            |                            |  |   |                       |                       |                       |   |  |             |             |             |
|  | 6                | Bullets de Washington     | 0                      |                    | 3                      | 76ers de Philadelphie      | 4                          |                            |  |   |                       |                       |                       |   |  |             |             |             |
|  |                  |                           |                        |                    | 3                      | 76ers de Philadelphie      | 4                          |                            |  |   |                       |                       |                       |   |  |             |             |             |
|  |                  |                           | 2                      | Hawks d'Atlanta    | 1                      |                            |                            |                            |  |   |                       |                       |                       |   |  |             |             |             |
|  |                  |                           | 2                      | Hawks d'Atlanta    | 1                      |                            |                            |                            |  |   |                       |                       |                       |   |  |             |             |             |
|  |                  |                           |                        |                    |                        |                            |                            |                            |  |   |                       |                       |                       |   |  |             |             |             |
|  |                  |                           |                        |                    |                        |                            |                            |                            |  |   |                       |                       |                       |   |  |             |             |             |
|  |                  |                           |                        |                    |                        |                            |                            |                            |  |   |                       | E3                    | 76ers de Philadelphie | 2 |  |             |             |             |
|  |                  |                           |                        |                    |                        |                            |                            |                            |  |   |                       |                       |                       |   |  |             |             |             |
|  |                  | O1                        | Lakers de Los Angeles  | 4                  |                        |                            |                            |                            |  |   |                       |                       |                       |   |  |             |             |             |
|  |                  | O1                        | Lakers de Los Angeles  | 4                  |                        |                            |                            |                            |  |   |                       |                       |                       |   |  |             |             |             |
|  |                  |                           |                        |                    |                        |                            |                            |                            |  |   |                       |                       |                       |   |  |             |             |             |
|  |                  |                           |                        |                    |                        |                            |                            |                            |  |   |                       |                       |                       |   |  |             |             |             |
|  |                  | 1                         | Lakers de Los Angeles  | 4                  |                        |                            |                            |                            |  |   |                       |                       |                       |   |  |             |             |             |
|  |                  |                           |                        | 4                  |                        |                            |                            |                            |  |   |                       |                       |                       |   |  |             |             |             |
|  |                  |                           | 4                      | Suns de Phoenix    | 1                      |                            |                            |                            |  |   |                       |                       |                       |   |  |             |             |             |
|  | 4                | Suns de Phoenix           | 4                      | Suns de Phoenix    | 1                      | 2                          |                            |                            |  |   |                       |                       |                       |   |  |             |             |             |
|  | 4                | Suns de Phoenix           |                        |                    |                        | 2                          |                            |                            |  |   |                       |                       |                       |   |  |             |             |             |
|  | 5                | Kings de Kansas City      | 1                      |                    |                        |                            |                            |                            |  |   |                       |                       |                       |   |  |             |             |             |
|  | 5                | Kings de Kansas City      | 1                      |                    |                        |                            |                            |                            |  | 1 | Lakers de Los Angeles | 4                     |                       |   |  |             |             |             |
|  | Conférence Ouest |                           |                        |                    |                        |                            |                            |                            |  | 1 | Lakers de Los Angeles | 4                     |                       |   |  |             |             |             |
|  |                  | 3                         | SuperSonics de Seattle | 1                  |                        |                            |                            |                            |  |   |                       |                       |                       |   |  |             |             |             |
|  | 3                | 3                         | SuperSonics de Seattle | 1                  | SuperSonics de Seattle | 2                          |                            |                            |  |   |                       |                       |                       |   |  |             |             |             |
|  | 3                |                           |                        |                    | SuperSonics de Seattle | 2                          |                            |                            |  |   |                       |                       |                       |   |  |             |             |             |
|  | 6                | Trail Blazers de Portland | 1                      |                    |                        |                            |                            |                            |  |   |                       |                       |                       |   |  |             |             |             |
|  | 6                | Trail Blazers de Portland | 1                      |                    | 3                      | SuperSonics de Seattle     | 4                          |                            |  |   |                       |                       |                       |   |  |             |             |             |
|  |                  |                           |                        |                    | 3                      | SuperSonics de Seattle     | 4                          |                            |  |   |                       |                       |                       |   |  |             |             |             |
|  |                  |                           | 2                      | Bucks de Milwaukee | 3                      |                            |                            |                            |  |   |                       |                       |                       |   |  |             |             |             |
|  |                  |                           | 2                      | Bucks de Milwaukee | 3                      |                            |                            |                            |  |   |                       |                       |                       |   |  |             |             |             |
|  |                  |                           |                        |                    |                        |                            |                            |                            |  |   |                       |                       |                       |   |  |             |             |             |

## Conférence Ouest

### Premier tour
(3) Seattle SuperSonics contre (6) Portland TrailBlazers :
Les Sonics remportent la série 2-1
- Game 1 @ Seattle :  Seattle 120, Portland 110
- Game 2 @ Portland :  Portland 105, Seattle 95
- Game 3 @ Seattle :  Seattle 103, Portland 86

(4) Phoenix Suns contre (5) Kansas City Kings :
Les Suns remportent la série 2-1
- Game 1 @ Phoenix :  Phoenix 96, Kansas City 93
- Game 2 @ Kansas City :  Kansas City 106, Phoenix 96
- Game 3 @ Phoenix :  Phoenix 114, Kansas City 99

### Demi-finales de Conférence
(1) Los Angeles Lakers contre (4) Phoenix Suns :
Les Lakers remportent la série 4-1
- Game 1 @ Los Angeles :  Los Angeles 119, Phoenix 110
- Game 2 @ Los Angeles :  Los Angeles 131, Phoenix 128
- Game 3 @ Phoenix :  Los Angeles 108, Phoenix 105
- Game 4 @ Phoenix :  Phoenix 127, Los Angeles 101
- Game 5 @ Los Angeles :  Los Angeles 126, Phoenix 101

(2) Milwaukee Bucks contre (3) Seattle SuperSonics :
Les Sonics remportent la série 4-3
- Game 1 @ Seattle :  Seattle 114, Milwaukee 113
- Game 2 @ Seattle :  Milwaukee 114, Seattle 112
- Game 3 @ Milwaukee :  Milwaukee 95, Seattle 91
- Game 4 @ Milwaukee :  Seattle 112, Milwaukee 107
- Game 5 @ Seattle :  Milwaukee 108, Seattle 97
- Game 6 @ Milwaukee :  Seattle 86, Milwaukee 85
- Game 7 @ Seattle :  Seattle 98, Milwaukee 94

### Finale de Conférence
(1)Los Angeles Lakers contre (3) Seattle SuperSonics :
Les Lakers remportent la série 4-1
- Game 1 @ Los Angeles :  Seattle 108, Los Angeles 107
- Game 2 @ Los Angeles :  Los Angeles 108, Seattle 99
- Game 3 @ Seattle :  Los Angeles 104, Seattle 100
- Game 4 @ Seattle :  Los Angeles 98, Seattle 93
- Game 5 @ Los Angeles :  Los Angeles 111, Seattle 105

## Conférence Est

### Premier tour
(3) Philadelphia 76ers contre (6) Washington Bullets :
Les 76ers remportent la série 2-0
- Game 1 @ Philadelphia :  Philadelphia 111, Washington 96
- Game 2 @ Washington :  Philadelphia 112, Washington 104

(4) Houston Rockets contre (5) San Antonio Spurs :
Les Rockets remportent la série 2-1
- Game 1 @ Houston :  Houston 95, San Antonio 85
- Game 2 @ San Antonio :  San Antonio 106, Houston 101
- Game 3 @ Houston :  Houston 141, San Antonio 120

### Demi-finales de Conférence
(1) Celtics de Boston contre (4) Houston Rockets :
Les Celtics remportent la série 4-0
- Game 1 @ Boston :  Boston 119, Houston 101
- Game 2 @ Boston :  Boston 95, Houston 75
- Game 3 @ Houston :  Boston 100, Houston 81
- Game 4 @ Houston :  Boston 138, Houston 121

(2) Hawks d'Atlanta contre (3) Philadelphia 76ers :
Les 76ers remportent la série 4-1
- Game 1 @ Philadelphia :  Philadelphia 107, Atlanta 104
- Game 2 @ Philadelphia :  Philadelphia 99, Atlanta 92
- Game 3 @ Atlanta :  Atlanta 105, Philadelphia 93
- Game 4 @ Atlanta :  Philadelphia 107, Atlanta 83
- Game 5 @ Philadelphia :  Philadelphia 105, Atlanta 100

### Finale de Conférence
(1) Celtics de Boston contre (3) Philadelphia 76ers :
Les 76ers remportent la série 4-1
- Game 1 @ Boston :  Philadelphia 96, Boston 93
- Game 2 @ Boston :  Boston 96, Philadelphia 90
- Game 3 @ Philadelphia :  Philadelphia 99, Boston 97
- Game 4 @ Philadelphia :  Philadelphia 102, Boston 90
- Game 5 @ Boston :  Philadelphia 105, Boston 94

### Finales NBA
(1) Los Angeles Lakers contre (3) Philadelphia 76ers :
Les Lakers remportent la série 4-2
- Game 1 @ Los Angeles :  Los Angeles 109, Philadelphia 102
- Game 2 @ Los Angeles :  Philadelphia 107, Los Angeles 104
- Game 3 @ Philadelphia :  Los Angeles 111, Philadelphia 101
- Game 4 @ Philadelphia :  Philadelphia 105, Los Angeles 102
- Game 5 @ Los Angeles :  Los Angeles 108, Philadelphia 103
- Game 6 @ Philadelphia :  Los Angeles 123, Philadelphia 107

Les deux équipes ont remporté un match à domicile et un match à l'extérieur après les 4 premières rencontres. Le rookie Magic Johnson remporte le titre de MVP des Finales à seulement 20 ans grâce à sa performance lors du Game 6 en remplaçant Kareem Abdul-Jabbar, blessé. Il compile 42 points, 15 rebonds et 7 passes décisives.

## Leaders de la saison régulière
| Catégorie                  | Joueur                 | Équipe              | Statistique |
| -------------------------- | ---------------------- | ------------------- | ----------- |
| Points par match           | George Gervin          | San Antonio Spurs   | 33.1        |
| Rebonds par match          | Swen Nater             | San Diego Clippers  | 15.0        |
| Passes décisives par match | Micheal Ray Richardson | Knicks de New York  | 10.1        |
| Interceptions par match    | Micheal Ray Richardson | Knicks de New York  | 3.2         |
| Contres par match          | Kareem Abdul-Jabbar    | Los Angeles Lakers  | 3.4         |
| % aux tirs                 | Cedric Maxwell         | Celtics de Boston   | 60.9        |
| % aux lancers-francs       | Rick Barry             | Houston Rockets     | 93.5        |
| % à 3-points               | Fred Brown             | Seattle SuperSonics | 44.3        |

## Récompenses individuelles
- Most Valuable Player : Kareem Abdul-Jabbar, Los Angeles Lakers
- Rookie of the Year : Larry Bird, Celtics de Boston
- Coach of the Year : Bill Fitch, Celtics de Boston
- Executive of the Year : Red Auerbach, Celtics de Boston
- J.Walter Kennedy Sportsmanship Award : Austin Carr, Cleveland Cavaliers

- All-NBA First Team :
  - Paul Westphal, Phoenix Suns
  - George Gervin, San Antonio Spurs
  - Julius Erving, Philadelphia 76ers
  - Larry Bird, Celtics de Boston
  - Kareem Abdul-Jabbar, Los Angeles Lakers

- All-NBA Second Team :
  - Moses Malone, Houston Rockets
  - Dan Roundfield, Hawks d'Atlanta
  - Dennis Johnson, Seattle SuperSonics
  - Marques Johnson, Milwaukee Bucks
  - Gus Williams, Seattle SuperSonics

- NBA All-Rookie Team :
  - Magic Johnson, Los Angeles Lakers
  - Larry Bird, Celtics de Boston
  - Bill Cartwright, Knicks de New York
  - David Greenwood, Chicago Bulls
  - Calvin Natt, Portland TrailBlazers

- NBA All-Defensive First Team :
  - Bobby Jones, Philadelphia 76ers
  - Dennis Johnson, Seattle SuperSonics
  - Dan Roundfield, Hawks d'Atlanta
  - Micheal Ray Richardson, Knicks de New York
  - Don Buse, Phoenix Suns (ex aequo)
  - Kareem Abdul-Jabbar, Los Angeles Lakers (ex aequo)

- NBA All-Defensive Second Team :
  - Dave Cowens, Celtics de Boston
  - Scott Wedman, Kansas City Kings
  - Eddie Johnson, Hawks d'Atlanta
  - Kermit Washington, Portland TrailBlazers
  - Quinn Buckner, Milwaukee Bucks

- MVP des Finales : Magic Johnson, Los Angeles Lakers